# St. Nikolaus (Franken)

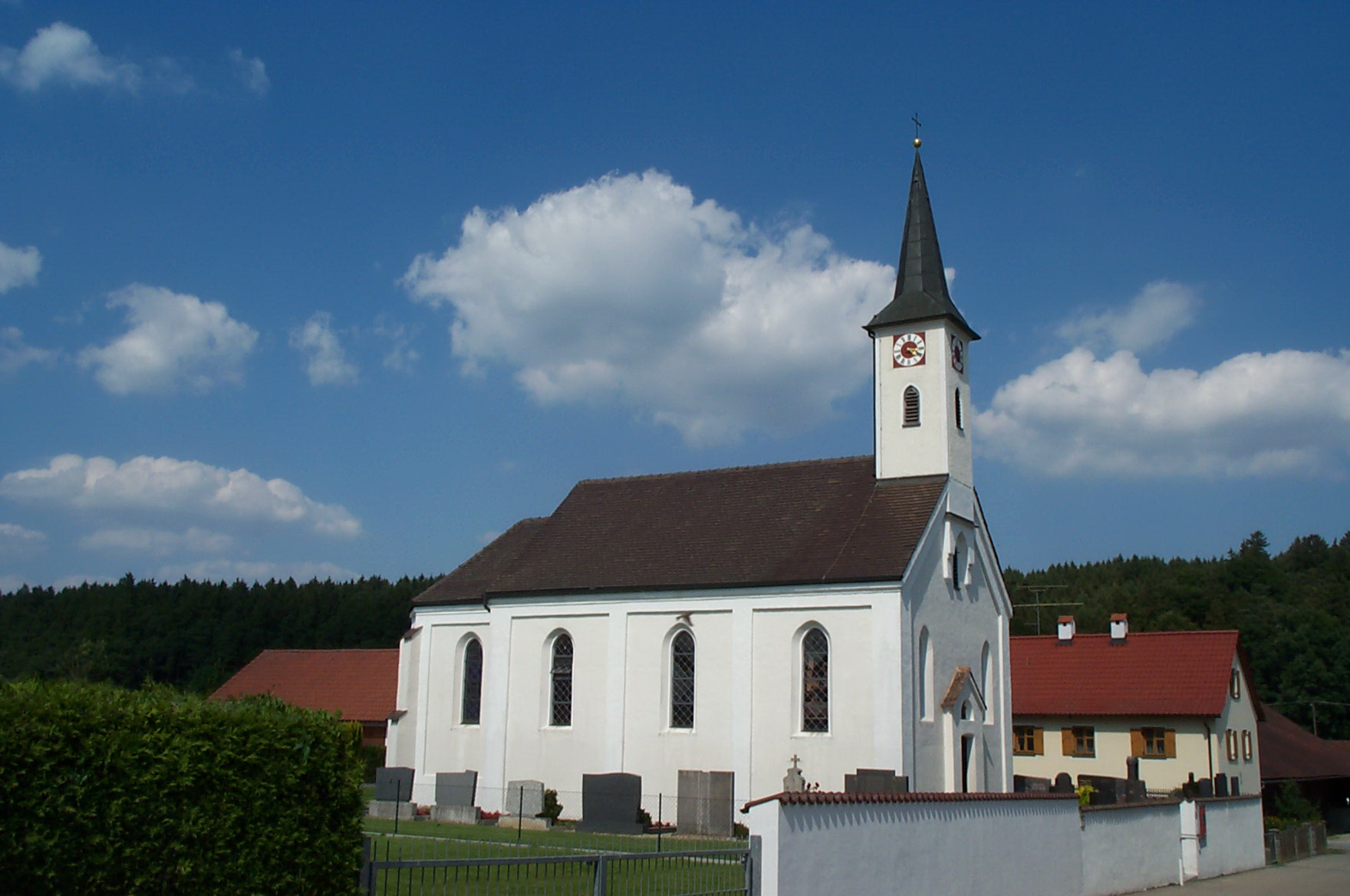
Außenansicht der Expositurkirche St. Nikolaus von Myra

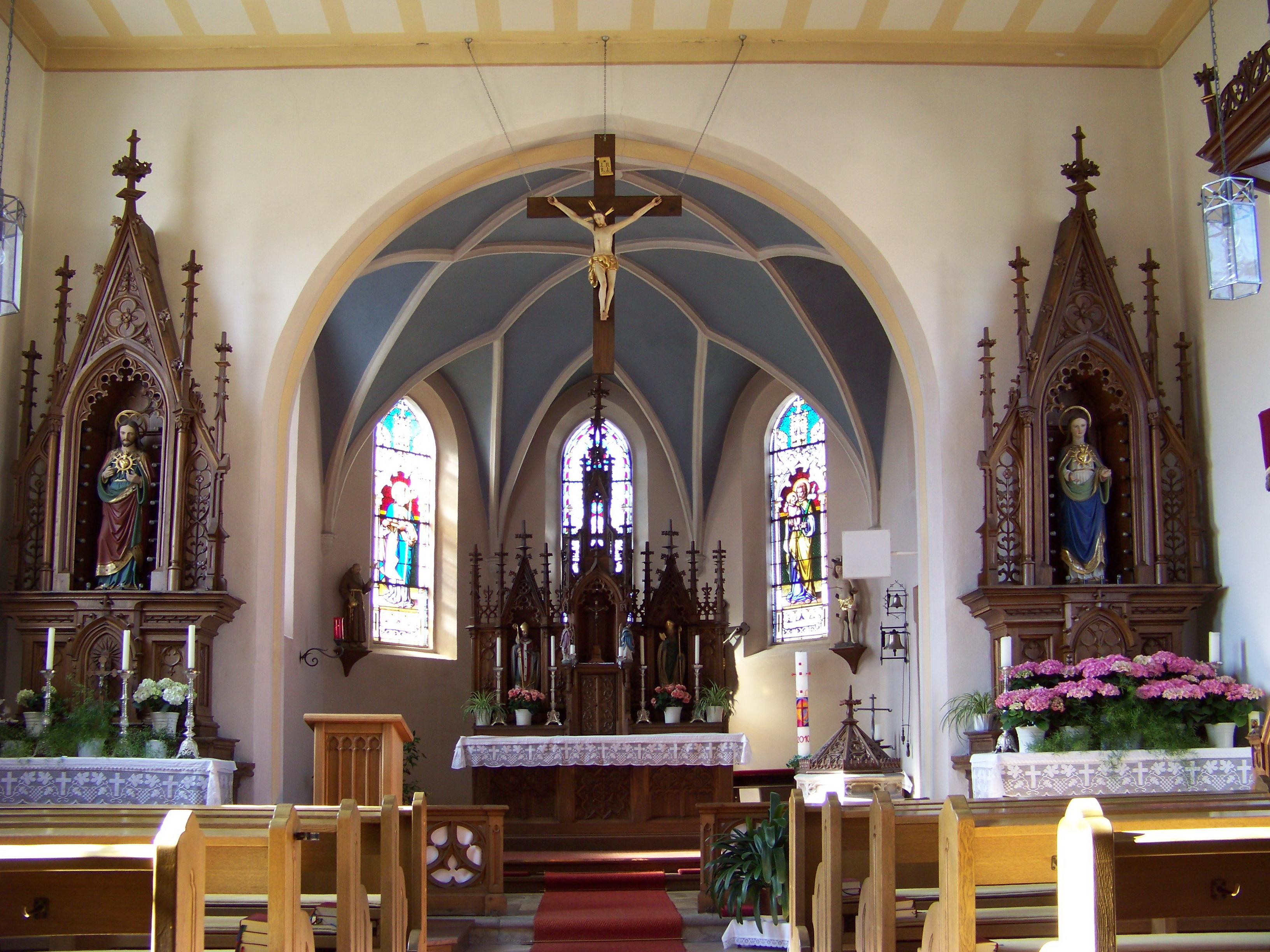
Innenraum mit Chor im Norden

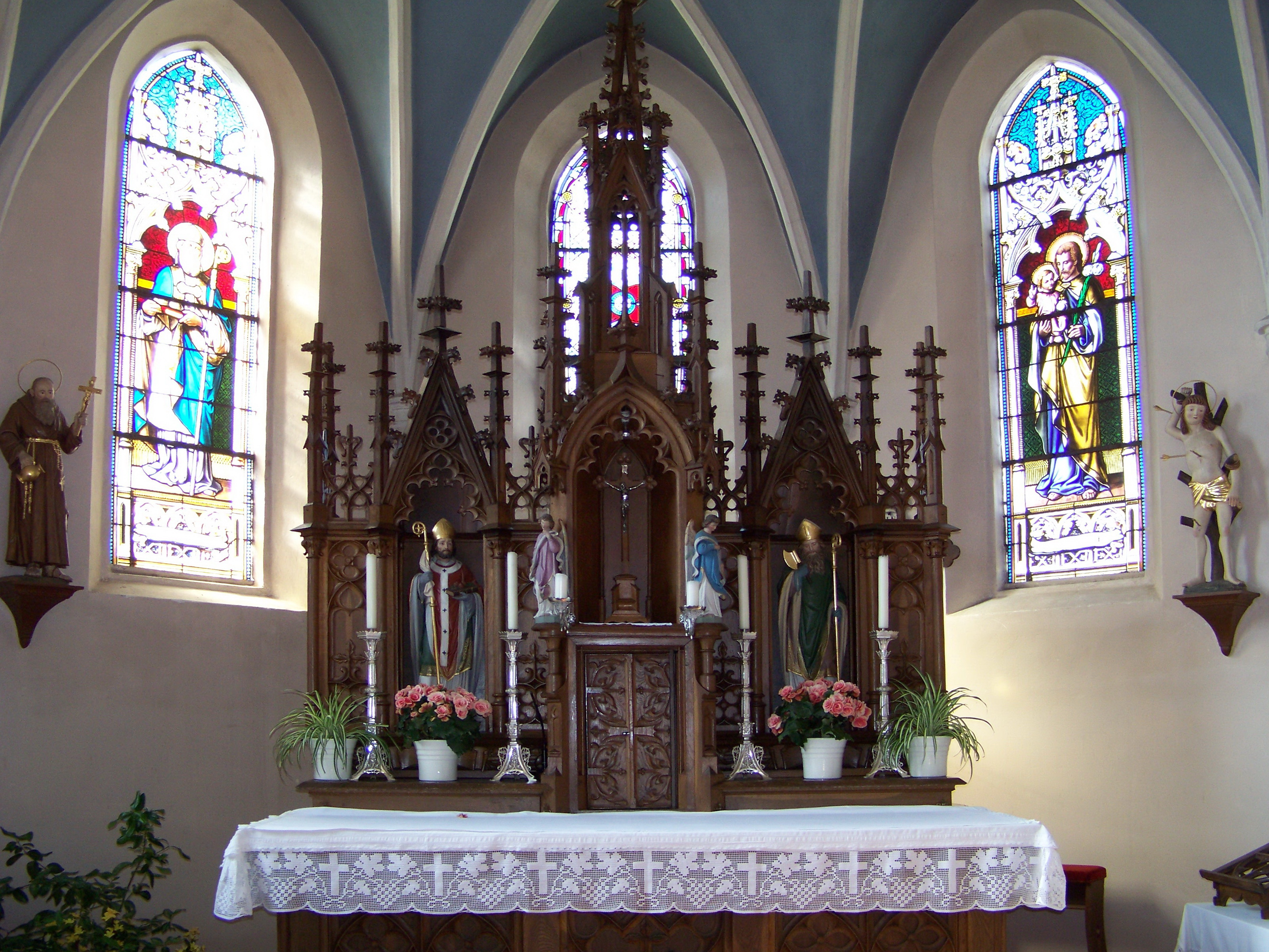
Neugotischer Hochaltar

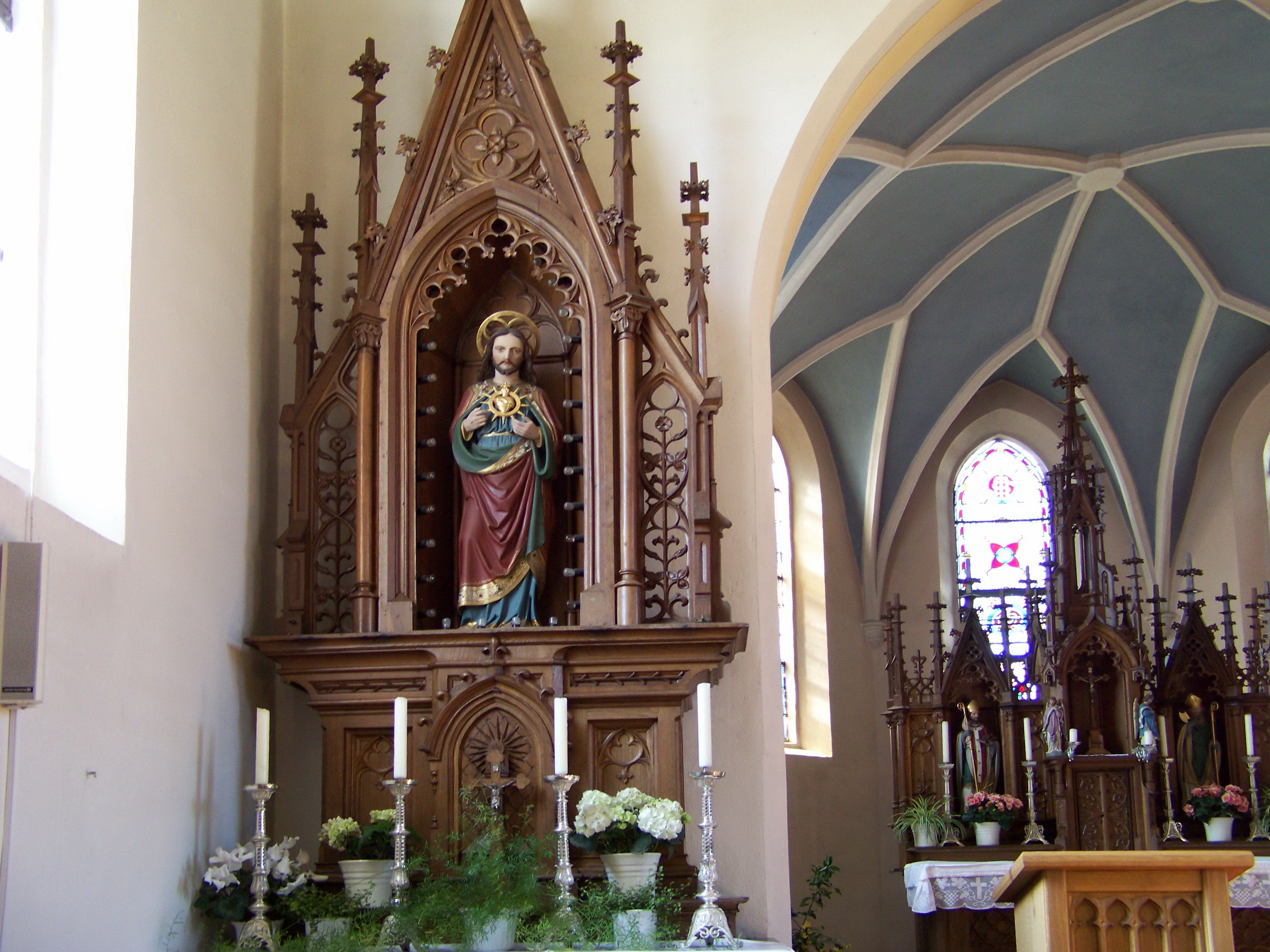
Linker Seitenaltar – Herz Jesu

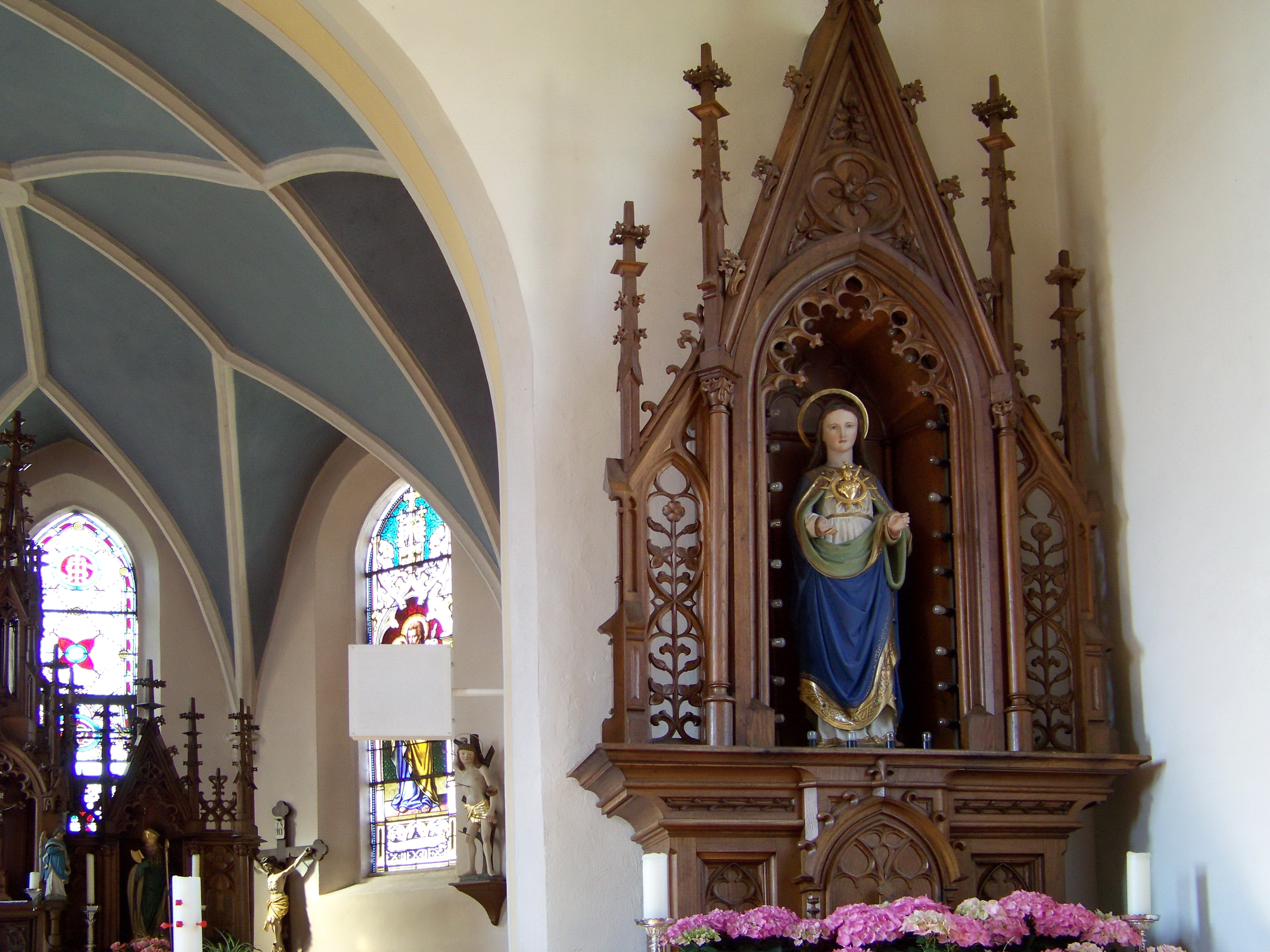
Rechter Seitenaltar – Herz Maria

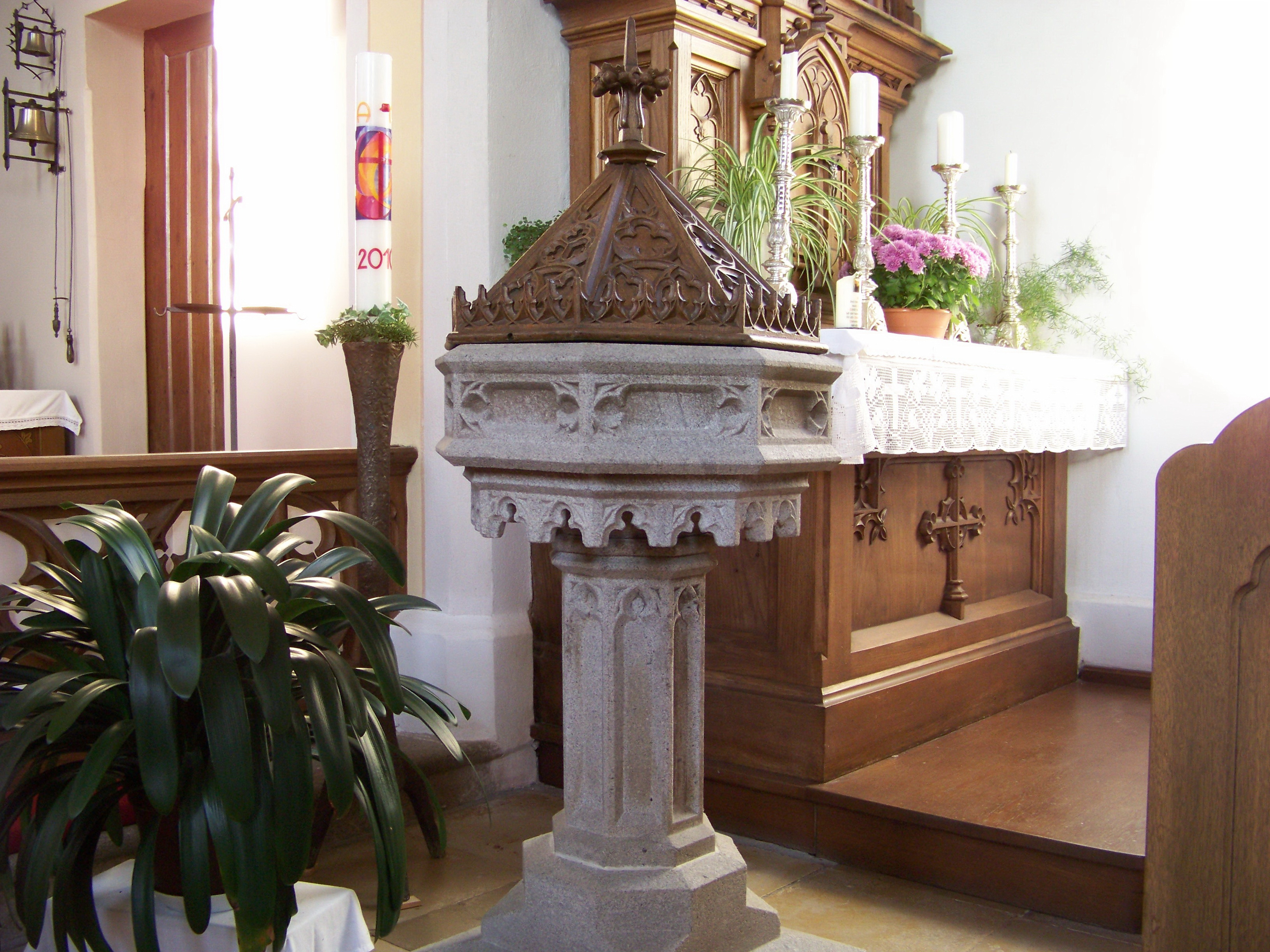
Taufbecken aus Sandstein

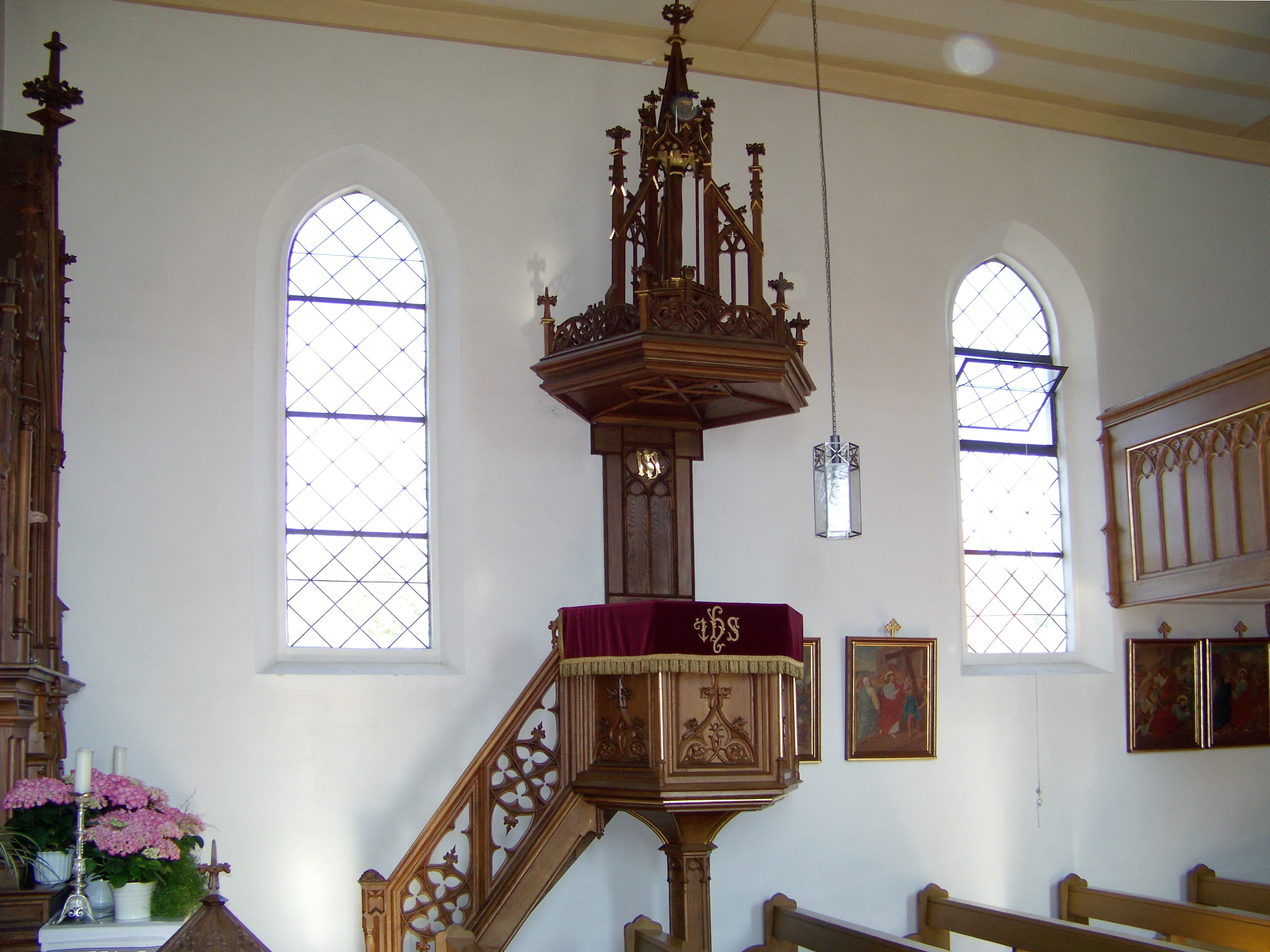
Sechseckige Kanzel

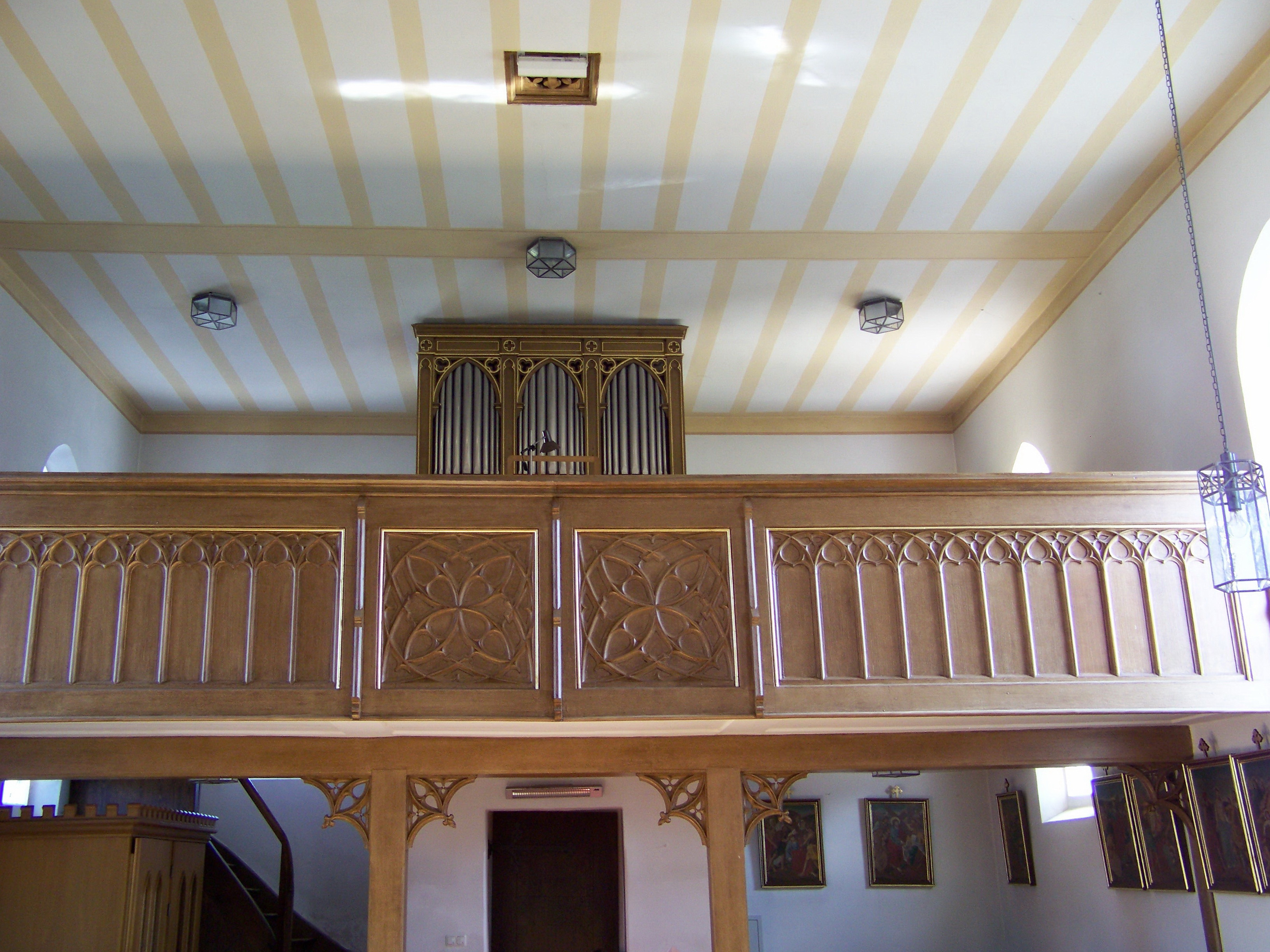
Orgelempore im Süden des Langhauses

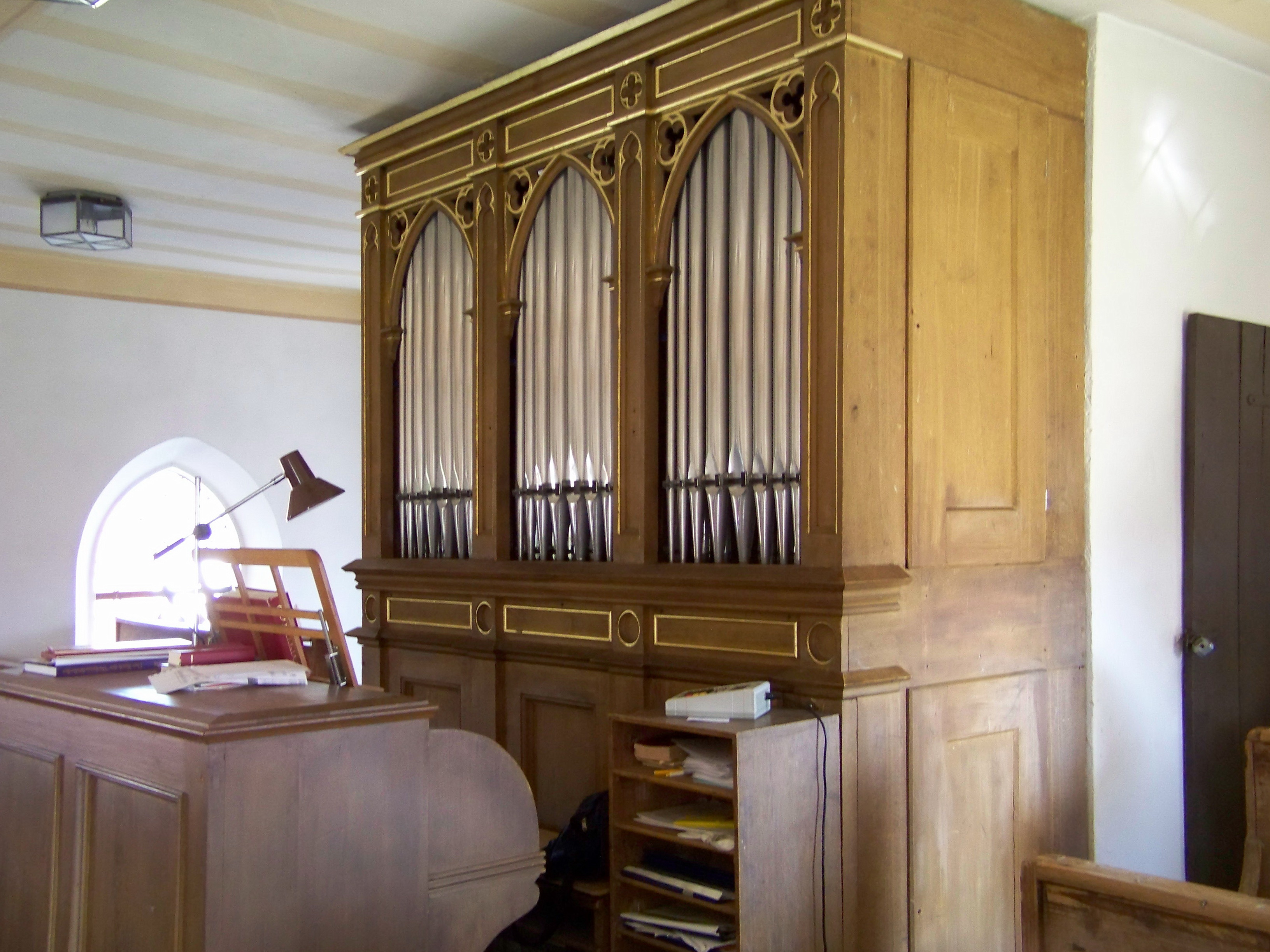
Hartmann-Orgel auf der Empore

Die römisch-katholische Expositurkirche St. Nikolaus in Franken bei Laberweinting ist eine neugotische Saalkirche, die 1869 erbaut wurde. Das Gotteshaus ist ein Baudenkmal des Bayerischen Landesamtes für Denkmalpflege mit der Nummer D-2-78-144-9.

## Lage
Das Dorf Franken mit der Expositurkirche St. Nikolaus liegt idyllisch im Tal des Altbachs zwischen Neuhofen, Haader und Hadersbach. Scherbenfunde und schwarze Stellen im Boden lassen vermuten, dass sich das Dorf früher höher gelegen in nordwestlicher Richtung unterhalb Reuth befand und wahrscheinlich im Dreißigjährigen Krieg abgebrannt ist.

## Geschichte
1865 wurde die Expositur Franken eingerichtet, die damals noch zur Pfarrei Martinsbuch gehörte. Der Friedhof befand sich noch lange Zeit in Martinsbuch, zu dem durch den Wald ein Totenweg führte. Heute gehören Dorf und Expositur zur Gemeinde und Pfarrei Laberweinting. Die Kirche ist von einem eigenen Gottesacker für die Ortschaften Franken und Reuth umgeben. Im Jahre 1869 wurde die Kirche St. Nikolaus im neugotischen Stil als Nachfolgebau einer Kapelle errichtet, aus der noch einige Figuren stammen dürften.

## Beschreibung

### Architektur

#### Außenaufbau
Das Gotteshaus ist ausnahmsweise nach Norden und nicht wie üblich nach Osten ausgerichtet. Das Kirchenschiff hat drei Achsen mit spitzbogigen Fenstern. Der eingezogene Chor schließt in fünf Seiten eines Achtecks. Der einspringende, quadratische Turm erscheint über dem Südgiebel als Dachreiter mit gekröpftem Spitzhelm. In der kleinen Glockenstube unter dem Zifferblatt hängen drei Glocken, die zu den Gottesdiensten und zum Angelusgebet rufen. Im Pfarrhaus befindet sich noch eine weitere kleine Glocke, die möglicherweise vom Vorgängerbau stammt aber klanglich nicht zum Geläute passt. Die Glocken haben die Kriegswirren unbeschadet überstanden und wurden nicht, wie in vielen anderen Kirchen, als kriegswichtiges Material eingeschmolzen. Man betritt die Kirche über einen segmentbogigen Eingang an der Südseite im Untergeschoss des Turmes. Über dem Portal wacht in einer rundbogigen Nische eine kleine Statuette des hl. Josef.

#### Innenraum
Der Chor ist mit einem sternförmig figurierten Netzgewölbe überzogen. Die gekehlten Rippen entspringen halbrunden Spitzkonsolen und vereinigen sich im Gewölbescheitel an runden Schlusssteinen. Bunte Glasfenster mit Motiven von St. Nikolaus und St. Josef tauchen den Chor in gedämpftes Licht. Das Schiff ist flach mit einer Holzdecke gedeckt. Die einheitliche, neugotische Einrichtung stammt aus der Bauzeit der Kirche.

### Ausstattung
Neugotische Einrichtung aus der Erbauungszeit der Kirche mit drei Altären. Empore südlich über dem Eingang. Die Felder der geraden Emporenbrüstung sind mit gotischen Ornamenten belebt. Bei der Emporentreppe ist der Beichtstuhl untergebracht.

#### Altäre
Die Altäre sind mit Fialen, Giebeln, Türmchen und Kreuzblumen bekrönt. Der neugotische Hochaltar ist in drei Schreine gegliedert. Über dem Tabernakel steht das Kreuz, flankiert von zwei Engeln; im linken Schrein die Figur des Kirchenpatrons St. Nikolaus von Myrha mit drei Äpfeln auf einem Buch. Im rechten Schrein sieht man die Figur des hl. Bonifatius mit seinem Attribut der Axt. Die Seitenaltäre Herz-Jesu und Herz-Maria sind dem Hochaltar ähnlich und mit Fialen und seitlichen Blumenornamenten in durchbrochenem Schnitzwerk ausgestattet. Unter dem Chorbogen ist noch die zweiteilige Kommunionbank mit Dreipass-Ornamenten erhalten.

#### Taufstein
Beim rechten Seitenaltar steht das aus hellem Sandstein gefertigte Taufbecken. Vom quadratischen Sockel geht der profilierte Schaft in ein Achteck über, auf den die mit Ornamenten verzierte achteckige Schale folgt. Die Abdeckung besteht aus einer achteckigen Pyramide aus Holz mit geschnitzten gotischen Ornamenten und einer Kreuzblume.

#### Figuren
Der Korpus des Kreuzes, das im spitz zulaufenden Chorbogen hängt, dürfte vom selben Bildhauer, wie die Figur des hl. Sebastian aus dem 19. Jahrhundert stammen. Links im Chor Figur des hl. Bruder Konrad. Die früher hier gestandene Figur des hl. Wendelin ist nicht mehr vorhanden. An der Westwand des Kirchenschiffs hängt die Nachbildung einer Altöttinger Madonna im Rosenkranz. Die Figur aus dem 19. Jahrhundert ging verloren und wurde von einer Familie aus Franken neu gestiftet.

#### Kanzel
An der Ostwand des Langhauses befindet sich die sechseckige Kanzel. Die Felder und die Treppe sind mit Drei- und Vierpasselementen und reichlich Rankenwerk verziert. Der Schalldeckel wiederholt die Grundform der Kanzel und trägt einen hohen Aufbau mit Fialen und Kreuzblumen.

#### Orgel
Auf der geräumigen Empore steht in der Breite des einspringenden Turmes die einmanualige Orgel mit dreigeteiltem Prospekt in historischer Rahmenbauweise mit drei Manual-Registern und Pedal. Vor dem Orgelgehäuse steht der freistehende Spieltisch. Die Orgel stammt vom Regensburger Orgelbauer August Hartmann. Sie ersetzt die Vorgängerorgel aus dem Jahr 1905 von Ludwig Edenhofer.
| Manual C– |    |
| Waldflöte | 8′ |
| Principal | 4′ |
| Gedeckt   | 2′ |

| Pedal C– |     |
| Subbass  | 16′ |

- Koppel: I/P

## Priester
In Franken wirkte von 1953 bis 1985 der schon zu Lebzeiten legendäre Expositus Pater Alois Späth. Der Ehrenbürger der Gemeinde Laberweinting war Mitglied der Missionsgesellschaft vom hl. Joseph von Mill Hill und spielte in der Rolle eines Priesters in dem Film „Die 42 Heiligen“ von Georg Lohmeier mit.